# Euphaedra xypete
Euphaedra xypete är en fjärilsart som beskrevs av William Chapman Hewitson 1865. Euphaedra xypete ingår i släktet Euphaedra och familjen praktfjärilar. Inga underarter finns listade i Catalogue of Life.

## Bildgalleri

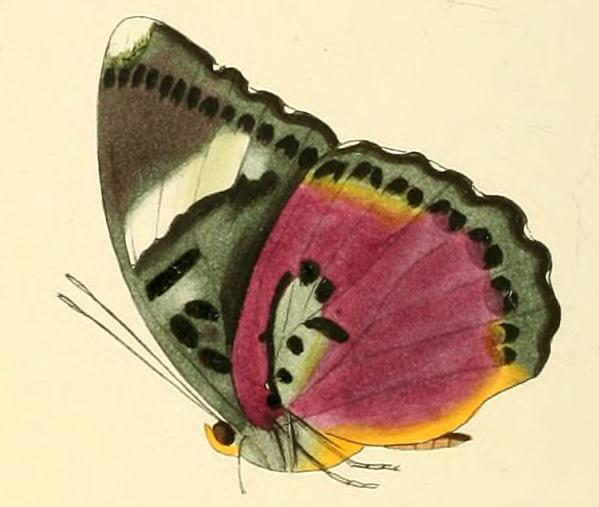
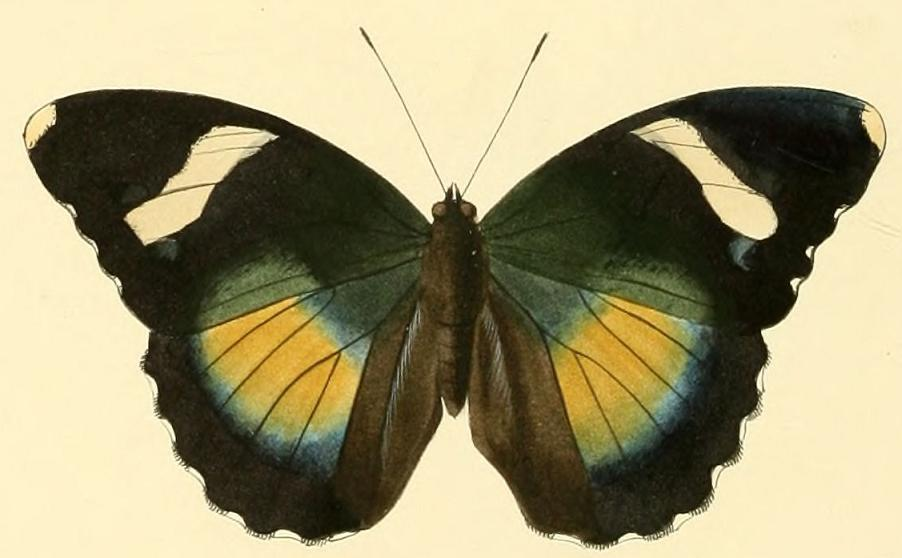
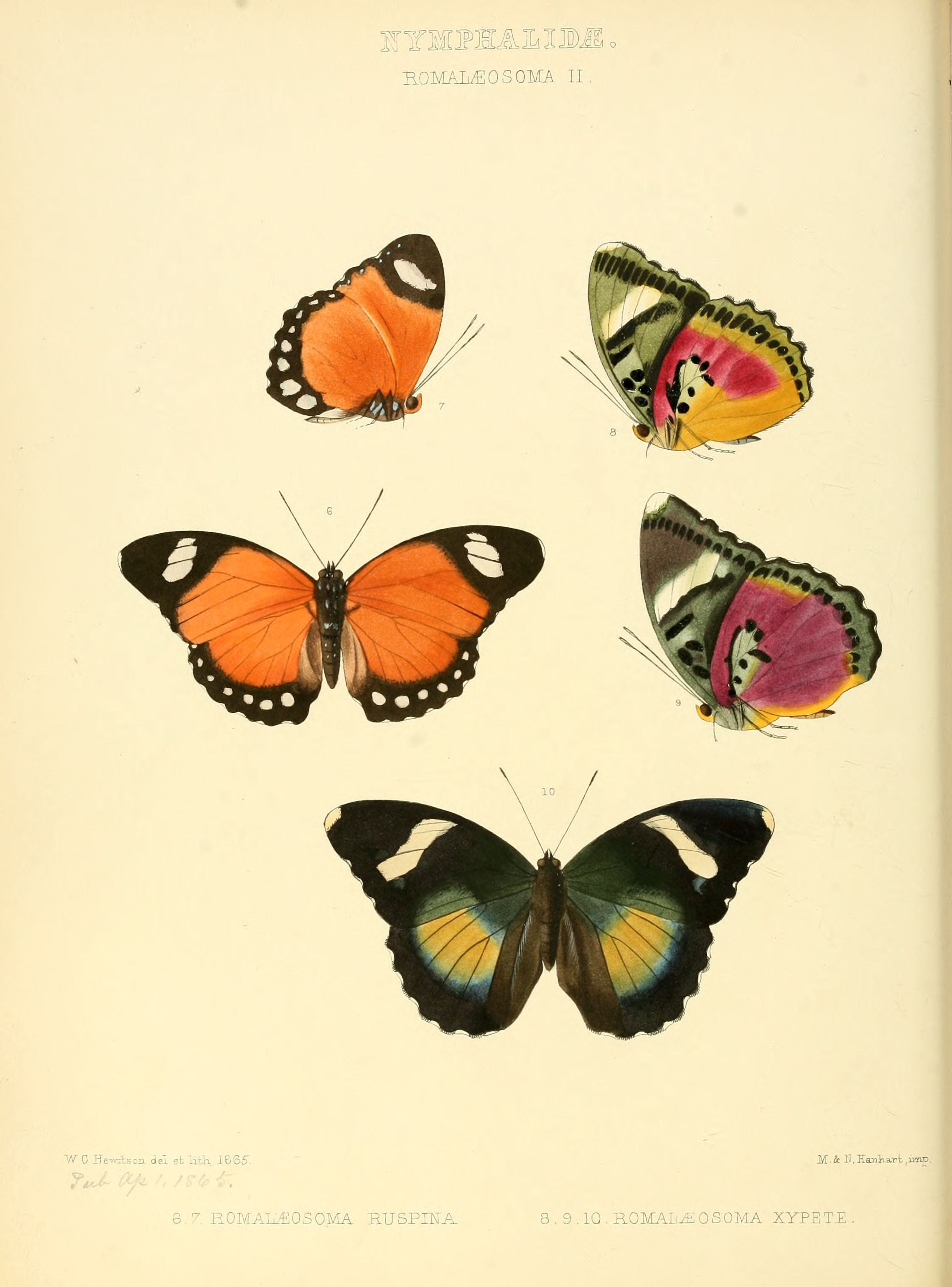